# Heterosentis heteracanthus
Heterosentis heteracanthus is een soort haakworm uit het geslacht Heterosentis. De worm behoort tot de familie Arhythmacanthidae. Heterosentis heteracanthus werd in 1896 beschreven door Linstow.